# Challenge Bell 1997
Challenge Bell 1997 — тенісний турнір, що проходив на закритих кортах з килимовим покриттям Club Avantage Multi-Sports у Квебеку (Канада). Належав до турнірів 3-ї категорії в рамках Туру WTA 1997. Це був 5-й турнір Challenge Bell, і тривав з 20 до 26 жовтня 1997 року. Бренда Шульц-Маккарті здобула титул в одиночному розряді, другий на цьому турнірі.

## Переможниці та фіналістки

### Одиночний розряд
Бренда Шульц-Маккарті —  Домінік Ван Рост, 6–4, 6–7(4–7), 7–5
- Для Шульц-Маккарті це був єдиний титул за сезон і 16-й — за кар'єру.

### Парний розряд
Ліза Реймонд /  Ренне Стаббс —  Александра Фусаї /  Наталі Тозья, 6–4, 5–7, 7–5
- Для Реймонд це був 1-й титул за рік і 7-й — за кар'єру. Для Стаббс це був 1-й титул за рік і 12-й — за кар'єру.